# Mary Dudley

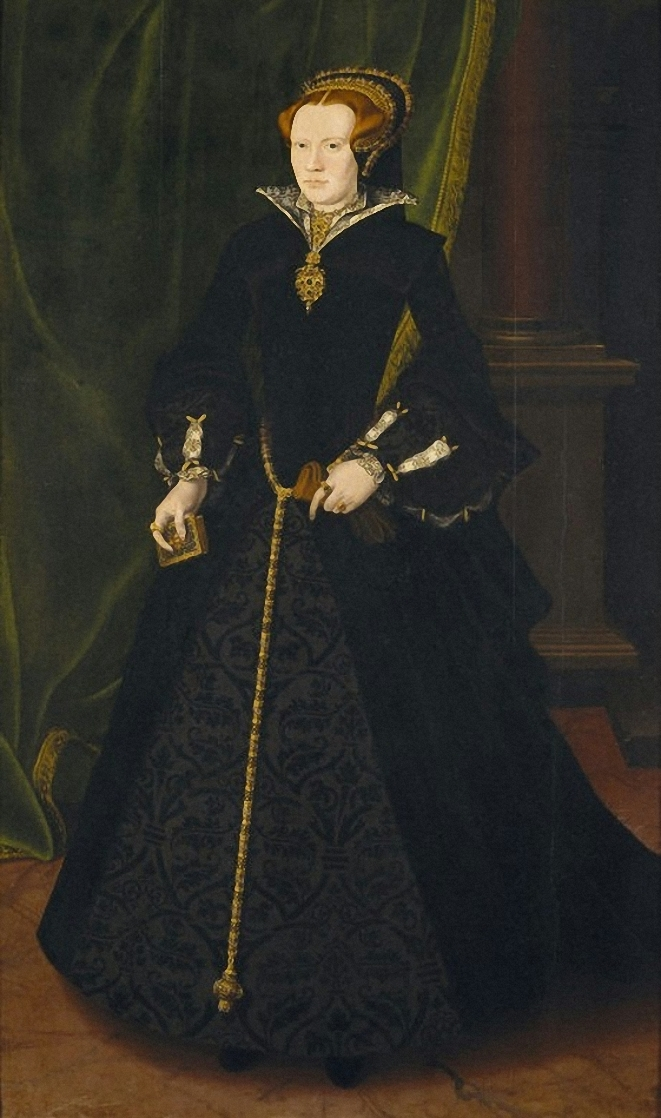
Mary Dudley

Mary Dudley, född 1530 eller 1535, död 1586, var en engelsk hovfunktionär. Hon var hovdam hos drottning Elisabet I av England 1558-1579. Hon tillhörde Elisabets mer favoriserade hovdamer under dennas första år på tronen och spelade då en viss inflytelserik roll.  
Hon var dotter till John Dudley, 1:e hertig av Northumberland och Jane Dudley, och syster till Lord Guildford Dudley, make till drottning lady Jane Grey, och Robert Dudley, earl av Leicester, gunstling till drottning Elisabet. Hon gifte sig 1551 med Sir Henry Sidney.      